# Grandoculus chemahawinensis
Grandoculus chemahawinensis Penney, 2004 è una specie di ragni fossili del sottordine Araneomorphae.
È l'unica specie del genere Grandoculus, che è l'unico genere della famiglia Grandoculidae

## Descrizione
La famiglia ricorda i ragni appartenenti a quella, tuttora esistente, dei Palpimanidae.

## Distribuzione
Si tratta di una famiglia estinta di ragni le cui specie ad oggi note sono state scoperte in alcune ambre della regione canadese del Manitoba. Esse risalgono al Cretaceo.

## Tassonomia
La validità di questa famiglia è stata messa in discussione da un lavoro dell'aracnologo Wunderlich (2012d)
A febbraio 2015, di questa famiglia fossile è noto un solo genere, composto da una sola specie:
- Grandoculus Penney, 2004 †, Cretaceo
  - Grandoculus chemahawinensis Penney, 2004 †, Cretaceo